# Žir
Žir je plod bukve, ki v parih zraste v skledici z mehkimi bodicami. Oreška imata po tri ostre robove, dolga pa sta od 10 do 15 mm. Skledica je dolga od 15 do 25 mm, imenuje pa se bukvica. 
Žir je užiten, vendar je zaradi visoke vsebnosti tanina grenak. Predstavlja pomembno hrano za divje živali, predvsem divje prašiče in polhe. Iz žira ponekod stiskajo zelo kakovostno in obstojno olje.